# Numbers (software)
Numbers è un foglio elettronico sviluppato da Apple facente parte della suite iWork assieme a Keynote e Pages. Numbers 1.0 è stato annunciato il 7 agosto 2007 pertanto è l'applicazione più giovane della suite. Numbers funziona a partire da Mac OS X Tiger. Il 27 gennaio 2010 Apple ha annunciato una nuova versione di Numbers per iPad, mentre il 31 gennaio 2011 diventa compatibile anche con iPhone e iPod touch.
Rispetto agli altri fogli elettronici come Microsoft Excel, Numbers usa una filosofia a "disposizione libera" identico a quello dei software di presentazione come Keynote o Microsoft PowerPoint, dove le tabelle sono solo uno dei tanti oggetti modificabili. Numbers include caratteristiche da Lotus Improv, tra cui l'uso di formule basate su intervalli e categorie piuttosto che sulle celle, ma mantenendo un approccio dei fogli di calcolo più popolari. Numbers inoltre include diversi miglioramenti visuali per migliorarne l'estetica, Apple offre il programma gratuitamente su tutti i nuovi Mac venduti da ottobre 2013 in poi; nei precedenti era possibile acquistarla a 19,99 euro nel Mac App Store, mentre la versione per iOS è distribuita gratuitamente nell'App Store.

## Caratteristiche
Numbers è stato presentato 7 agosto 2007 ed è entrato a far parte della suite iWork '08 insieme a Keynote e Pages. Può essere eseguito solo su Mac OS X Tiger e versioni successive. Il software permette la gestione e l'editing di fogli elettronici.
Le principali funzioni sono:
- Tabelle Intelligenti
- Anteprime di stampa interattiva
- Canvas flessibile
- Importazione ed esportazione Microsoft Excel
- Grafici, immagini ed etichette di testo
- Modelli personalizzabili

## Descrizione

### Modello
Numbers funziona in un modo piuttosto diverso dai suoi concorrenti come Microsoft Excel o Lotus 1-2-3. Nel modello classico il foglio elettronico è costituito da una tabella; l'elemento dominante dell'applicazione che agisce sia come interfaccia principale, sia come contenitore per altri oggetti, ad esempio i grafici. Numbers invece usa un'area di lavoro del tutto simile a quella dei tipici software di presentazione; essa è paragonabile ad una pagina bianca dov'è possibile spostare e modificare diversi elementi, come le tabelle dei dati.
I fogli di calcolo tradizionali offrono molto spazio di lavoro creando una grande tabella costituita da molte righe e colonne. Alcune di queste celle contengono informazioni che vengono manipolate usando delle formule memorizzate in altre celle del medesimo foglio, mentre il resto del foglio non viene usato. Aggiungendo sempre più dati, le tabelle spesso crescono in modo complesso e disordinato, con aree occupate da formule, altre dedicate a mostrarne i risultati, altre vuote. Per gestire tale complessità, Excel permette di nascondere righe e colonne che non sono fondamentali nella rappresentazione del foglio.
Numbers invece non ha un foglio di calcolo sottostante a quello visibile, ma usa tabelle individuali per raggiungere lo stesso scopo. Le loro dimensioni sono limitate in base ai dati che devono essere contenuti. Formule, risultati e altre informazioni possono essere combinati dentro diverse tabelle che a loro volta possono essere organizzate in una o più pagine. Dove un tipico foglio Excel ha i propri dati sparsi nel foglio elettronico, Numbers può dare lo stesso risultato con le informazioni contenute in piccole tabelle individuali.

### Formule e funzioni
Numbers preserva la semantica dell'utente sui dati inseriti. Ad esempio, si immagini di avere una tabella di dati così organizzata: la colonna A contiene una lista progressiva dei mesi, B il numero di auto vendute e C il ricavo totale. Nella colonna D si desidera calcolare il valore economico medio delle auto vendute in un certo mese o anno.
Nei fogli elettronici tradizionali, la semantica dei dati viene persa. Ciò che è salvato nella cella B2 è semplicemente "il valore di B2", non "le auto vendute in gennaio". La formula del valore medio pertanto sarà prettamente matematica come =C2/B2 e dovrà essere duplicata in tutte le celle della colonna D. Alcuni applicativi, come Excel, durante la duplicazione della formula, correggono automaticamente i riferimenti alle celle contenenti dati, tenendo anche traccia dei loro spostamenti; un sistema però non sempre infallibile.
Durante la scrittura di Improv, il team di sviluppo capì che questi tipi di formule sono difficili da usare e poco propense ai cambiamenti del foglio elettronico. La soluzione proposta fu quella di far specificare all'utente la semantica dei fogli di calcolo (che la colonna B contiene le "auto vendute"). Questi intervalli vengono chiamati categorie. Usando l'esempio delle auto, la formula in Improv può essere scritta come media per auto = totale entrate / auto vendute. Uno spostamento delle celle contenenti i dati così non condizionerebbe le formule. In più le formule che restituiscono valori intermedi possono non essere memorizzate nel foglio in modo da non occupare celle. L'aspetto negativo di questo modello è una maggiore richiesta di informazioni, quindi meno adatto ai calcoli più diretti e semplici.
Numbers usa un approccio ibrido nella creazione di formule: accetta l'uso di categorie come Improv, ma le memorizza all'interno del foglio come Excel. Nelle operazioni più semplici, Numbers può essere usato come Excel sfruttando formule e riferimenti a celle, ma se si inserisce un'intestazione di colonna o riga, Numbers lo sfrutta per creare una categoria. Perciò, come in Improv, se in Numbers si scrive la formula = entrate totali / auto vendute, essa verrà accettata e calcolata indipendentemente dalla posizione fisica dei dati.
Sempre come in Improv, le formule possono essere rappresentate come icone: c'è un'area dell'interfaccia di Numbers dov'è possibile trascinare degli oggetti come somma, media e altre funzioni basilari all'interno delle tabelle. Un'altra caratteristica presa sempre da Improv è la finestra che raccoglie tutte le formule usate nel foglio elettronico con la possibilità di modificarle all'interno della lista.
Numbers '09 include 262 funzioni, meno di Excel 2007 che ne contiene 338. Molte funzioni di Numbers sono identiche a quelle di Excel, mentre si registra una carenza nell'area statistica.
Numbers '09 include un sistema per catalogare le informazioni simile alle tabelle pivot Queste furono introdotte con Improv e potevano essere modificate trascinando le intestazioni delle categorie, permettendo anche di scambiare righe con colonne. Numbers invece ha un sistema di trascinamento simile dove manca la manipolazione diretta, ma che permette di collassare più righe in semplici totali (somme, medie ecc.) basandosi sui dati affini collocati su diverse righe.

### Layout e rappresentazione
Avendo un modello basato sul concetto di un foglio bianco, gli oggetti non sono legati alle tabelle: è possibile creare un progetto di Numbers contenente solo immagini e nessuna tabella. Nell'uso più classico, una o più tabelle sono disposte sul "foglio bianco" mostrando solo i dati d'interesse accompagnate da fotografie o illustrazioni.
Come gli altri applicativi di iWork, Numbers include una varietà di stili e modelli progettati da illustratori professionali. Numbers può aprire un foglio Excel ridisegnandolo con un layout più pulito e adattabile con i modelli forniti con l'applicazione; tali cambiamenti estetici rimangono anche se si esporta in formato Excel.

## Accoglienza
Numbers è stato ben accolto dalla stampa, principalmente per le formule operanti sul testo, aspetto pulito e facilità d'utilizzo. Macworld l'ha valutato con alti voti (Numbers '09 ha ottenuto quattro punti su cinque), sebbene allo stesso tempo ha ricordato problemi noti come l'esportazione non sempre perfetta in formato Excel e l'impossibilità di bloccare le celle rendendole perennemente visibili. La versione di Numbers per iOS ha ricevuto recensioni positive.

## Altre funzionalità
- Flusso di lavoro altamente incentrato sulle tabelle, dove le liste sono facili da strutturare con intestazioni e sommari.
- Caselle di spunta, sliders e menù a cascata all'interno delle celle.
- Funzionalità drag and drop da una barra laterale verso le celle.
- Un'anteprima di stampa che permette la modifica di funzioni e formule, assieme al ridimensionamento e allo spostamento in tempo reale delle tabelle.
- Uso di un formato proprietario basato su XML con struttura a bundle, contenente immagini e altri file richiesti dal foglio elettronico.
- Esportazione in formato Microsoft Excel senza il supporto di alcune caratteristiche come Visual Basic e tabelle pivot; esportazione in CSV e PDF.

## Numbers per iOS
Il 27 maggio 2010 Apple distribuisce Numbers per iPad. Il 3 aprile 2014 è stata distribuita la versione 2.0.1 di Numbers compatibile sia con iPad che iPhone che iPod touch.
Numbers per iPhone, iPod touch e iPad è pienamente compatibile con la sua controparte desktop e include le medesime funzionalità, anche se sono presenti delle caratteristiche esclusive. Tra queste si ricorda la tastiera virtuale adattabile al contesto come inserimento di: una formula matematica, una data, un valore booleano o un testo; la rappresentazione dei dati in "moduli", simili a quelli di Bento e di altri applicativi database.